# Seelbach (Badenia-Wirtembergia)
Seelbach – miejscowość i gmina w Niemczech, w kraju związkowym Badenia-Wirtembergia, w rejencji Fryburg, w regionie Südlicher Oberrhein, w powiecie Ortenau, siedziba wspólnoty administracyjnej Seelbach. nad Schutter, ok. 18 km na południe od centrum Offenburga.

## Współpraca
Miejscowość partnerska:
- Ieper, Belgia